# 3LDK
《3LDK♥》(일본어: さんエルディーケイ, 한국어: 쓰리엘디케이)는 2003년 6월 27일에 DEEP BLUE에서 발매한 18금 연애 어드벤처 게임이다. 또한 2004년 7월 1일에는 가정용으로 이식되어 프린세스 소프트에서 CERO 등급 15세 이상 대응의 플레이스테이션2판 《3LDK♥ ~행복하세요~》가 발매되었다.

## 스토리
아사카와 마사토(주인공)은 원래 부모와 함께 살고 있었지만 현재는 자신과 함께 머물러 있는 소꿉친구 세노 치호기와 함께, 3LDK의 맨션에서 살고 있었다. 그러던 중 급하게 마사토의 부모가 해외전근을 가게 되고 그 결과 치호기와 단 둘이 남게 되었을 법했지만... 그러던게 갑자기 치호기의 언니가 감독자 역할로 오지않나, 불량배에게 둘어쌓여 있다고 생각해 구해준 아이돌이 무턱대고 머물지 않나, 또한 불행소녀와 수수께끼의 가출소녀도 오게되어 시끌벅적한 생활이 시작하려 하고 있었다.

## 등장인물
아사카와 마사토 (일본어: 浅川雅人)
주인공. 예전에 축구부였지만 지금은 그만둔 상태.
세노 치호기 (일본어: 妹尾千寿)
성우：青葉楓/토카 레이코
원래는 이웃에 살고 있었지만, 1년 전 부모의 전근이 있었을 때 마사토와 떨어지고 싶지 않다는 이유로 마사토의 집에 머물기 시작했다. 성격은 좀 둔한편이지만 운동신경은 좋아서 현재 수영부 소속이다.
세노 요모기 (일본어: 妹尾蓬)
성우 : 야나이 나가레우미
치호기의 언니. 마사토와 치호기의 감독자 역할을 맡고 있다. 잠에 약해서 오후 8시가 넘어가면 몸이 자동적으로 수면 모드에 돌입한다. 신사일을 항상 동경해와서 대학도 관련 학과를 나와 현재는 신사에서 무녀 아르바이트를 하고 있으며 덕분에 언제나 무녀복을 입고 있다.
미야시타 아야세 (일본어: 宮下綾瀬)
성우：나가사키 미나미
초인기 아이돌. 아이돌로서는 청순한 이미지지만 사실은 기가 세며 마사토 앞에서만은 태도가 험해진다. 생활능력은 전무로 물건 망가트리기에 일가견이 있으며 요리실력도 제로에 가깝다.
유키무라 노에루 (일본어: 雪村のえる)
성우 : 코노하 카에데
공주님같은 외견이지만 실상은 굉장한 불행소녀. 고아원에서 혼자 살기 위해 나왔지만 부동산 사기를 당해 마사토의 집에 머물게 된다. 남성은 굉장히 어려워 하는 편으로 마사토가 접근하면 반드시 뭔가 안좋은 일이 발생한다.
히나 (일본어: 日菜)
성우 : 노다 아스미
수수께끼의 가출소녀. 자칭 트리케라톱스의 아이. 입버릇은 "에로에로". 이유는 모르지만 손재주가 매우 뛰어난지 요리할 때 당근을 여러 모양으로 자른다든지 고장난 걸 금방 고친다든지 한다.

## 추가 설명

### 전량 회수 및 재출시
- 2003년 6월 초회판 출시 후 소프륜의 규정을 위반한 CG가 존재한다는 이유로 전량 회수 조치가 되었다. 그 후 2003년 10월 위반 사항을 수정하여 초회판 재출시 및 통상판이 출시되었으며 10월에 나온 버전의 경우 구판에 비해 CD장수가 한 장 적게 구성되었다.

### 기타 사항
- PC판의 경우 패치가 존재하나 현재 DEEP BLUE사가 존재하지 않는 관계로, 인터넷 검색을 통해 패치 파일을 구하여만 한다.

## 스탭
- 기획·원안：미코이시 히로후미
- 원화：키미즈카 아오이
- 시나리오：미코이시 히로후미, 무라나카 시호
- BGM：feel

## 관련상품
- 무크
  - 3LDK♥ 비주얼 웍스 (Softgarage · ISBN 4861330181)
캐릭터별 비주얼 및 원화, PS2판 3LDK♥ 및 LostPassage 비주얼, 스탭 인터뷰, 게임 공략 등 수록
- 소설
  - 3LDK♥ ~행복해 지자!~ 1·히나&노에루편 소프가레노벨즈(Softgarage · ISBN 4861330084)
  - 3LDK♥ 2·치호기편 소프가레노벨즈 (Softgarage · ISBN 4861330122)
- CD
  - 3LDK♥ 사운드 트랙&드라마CD (지다스 · SG-03192)